# Frank Lars
Frank Lars (* 1963; eigentlich Frank Harald Stelzer) ist ein deutscher Schlagersänger aus Mülheim. In den 2000er Jahren war er selbst aktiver Musiker, danach war er als Liedschreiber für andere Schlagersänger erfolgreich. 2021 schaffte er es mit einem Comeback-Best-of-Album in die deutschen Charts.

## Biografie
In seiner Jugend war Frank Stelzer als Sportler aktiv und gründete Mitte der 1980er Jahre eine Gerüstbaufirma. In der zweiten Hälfte der 1990er wurde er von den Schlagerproduzenten Johan Daansen und Harald Steinhauer entdeckt und 1996 veröffentlichte er unter dem Künstlernamen Frank Lars seine erste Single Warum heut Nacht. Sein Debütalbum Endlich erschien 1999.
In den frühen 2000ern absolvierte er bis zu 100 Auftritte im Jahr und war unter anderem im ZDF-Fernsehgarten, bei Immer wieder sonntags und in der Ballermann Fete von RTL zu sehen. Seine Songs schrieb er zum Teil selbst und 2001 richtete er sich ein eigenes Tonstudio ein. Er veröffentlichte 5 Alben (ein Best-of-Album eingeschlossen) und 27 Singles. Zu seinen erfolgreichsten Liedern gehörte der Partysong Sowas von egal (2000) und Wenn du diesen Brief liest … (2008), für das er als Autor ausgezeichnet wurde.
Bereits in den 2000ern schrieb er auch Songs für andere Interpreten, die es sogar in die offiziellen Singlecharts schafften wie Wenn du diesen Brief liest … von Anna Katharina Stoll und Du hast gewärmt wie alter Whisky von Marco Kloss. Als er sich nach seinem vierten Studioalbum Zum Glück gefunden von der Bühne zurückzog, blieb er weiter als Autor aktiv und produzierte Songs für andere in seinem Studio. Dafür bekam er zahlreiche Auszeichnungen und Weißt du, was du für mich bist, der Titelsong des Amigos-Albums von 2010, brachte dem Schlagerduo einen Echo. Daniela Alfinito, die Grubertaler, Olaf der Flipper und Christian Anders gehörten zu den Sängern, mit denen er zusammenarbeitete.
2019 wurde Frank Lars im Internet aktiv und Gerüchte über sein Comeback kamen in Umlauf. Es dauerte zwei Jahre, bis er mit Auf Liebe gesetzt ein neues Album veröffentlichte. Die Doppel-CD besteht aus alten und neu geschriebenen Songs. Sie schaffte im Herbst des Jahres den Einstieg in die deutschen Albumcharts und erreichte Platz 27.

## Diskografie
Alben
- Endlich (1999)
- Treffer (2000)
- Das Beste – nur für euch (2002)
- Siegertyp (2009)
- Zum Glück gefunden (2012)
- Auf Liebe gesetzt – Meine größten Erfolge und neute Hits (2021)

Lieder
- Warum heut Nacht (warum nicht gleich?) (1996)
- Mach mich an (1997)
- Wie ein Wolf (1997)
- Müssen Männer immer Helden sein (1998)
- Zu lang allein (1998)
- Und dann flieg’ ich mit dir … (1999)
- Mach’s mir (2000)
- Sowas von egal (2000)
- Steh’ wieder auf (2000)
- S.O.S. (2001)
- Und wenn du kannst … (2002)
- Jetzt mach ich es mir selber (2003)
- Es tut immer noch weh (2004)
- Nur ma’ so (2004)
- Was hat er? (2005)
- Lichterloh (2006)
- Mein Herz sagt bleib (2007)
- Lieber allein (2008)
- Wenn du diesen Brief liest … (2008)
- Ich kann nicht ohne dich (2010)
- Leinen los (2021)
- Pures Glück (2021)
- Nach jedem Ende kommt ein Anfang (2022)

Lieder geschrieben für andere Interpreten
- Wenn du diesen Brief liest … / Anna Katharina Stoll (DE 93, 2008)
- Du hast gewärmt wie alter Whisky / Marco Kloss (mit M. Kloss, A.-M. Brenner, A. Kramer, DE 87, 2008)
- Weißt du, was du für mich bist / Die Amigos (mit M. Dorth, 2010)
- … und ich schenke dir einen Regenbogen / Jürgen Drews (2017)